# Finsterwalder Glacier
Finsterwalder Glacier är en glaciär i Antarktis. Den ligger i Västantarktis. Argentina, Chile och Storbritannien gör anspråk på området. Finsterwalder Glacier ligger 899 meter över havet.
Terrängen runt Finsterwalder Glacier är lite bergig.  Trakten är obefolkad. Det finns inga samhällen i närheten.